# كلارنس بورتون
كلارنس بورتون (بالإنجليزية: Clarence Burton)‏ هو ممثل أمريكي، ولد في 10 مايو 1882 في الولايات المتحدة، وتوفي في 2 ديسمبر 1933 بهوليوود في الولايات المتحدة بسبب نوبة قلبية.

## وصلات خارجية
- كلارنس بورتون على موقع IMDb (الإنجليزية)
- كلارنس بورتون على موقع أول موفي (الإنجليزية)
- كلارنس بورتون على موقع قاعدة بيانات الفيلم (الإنجليزية)